# Amparo López del Baño
Amparo López del Baño y Alfaya (Sevilla, 1827-Madrid, 1891) fue una poetisa española.

## Biografía
Nacida el 8 de noviembre de 1827 en Sevilla, en una familia acomodada, era hija del médico José López del Baño y fue bautizada en la parroquia de la Magdalena. López del Baño, que viajó por toda Europa, habría dominado el francés, el inglés, el alemán y el italiano. Entre sus obras se encontró La ciencia de curar. Se retiró a San Juan de Aznalfarache, donde cultivó la poesía. De forma póstuma se publicaron sus Poesías (Madrid, 1892). En palabras de Mario Méndez Bejarano, «el desengaño y vislumbres de excepticismo dan cierto amargo dejo a todas sus composiciones». Su producción literaria tuvo que ser copiosa. Abandonó su residencia en Aznalfarache para trasladarse a Madrid, donde falleció en su casa del número 9 de la plaza de Santa Ana el 31 de mayo de 1891.